# 阪神神戸高速線
神戸高速線（こうべこうそくせん）は、兵庫県神戸市の西代駅から元町駅に至る阪神電気鉄道（阪神）の鉄道路線である。駅ナンバリングで使われる路線記号はHS。
この路線は、神戸高速鉄道が第三種鉄道事業者として線路を保有し、阪神が第二種鉄道事業者として旅客運送（列車の運行）を行っている。神戸高速鉄道での路線名は阪急電鉄（阪急）の神戸高速線区間（阪急神戸三宮方面）もあわせて東西線である。なお、神戸国際港都建設法及び都市計画法等に基づく都市高速鉄道としての名称は「都市高速鉄道1号元町線」（高速神戸駅以東）及び「同3号板宿線」（同駅以西）である。

## 概要
神戸高速鉄道が1968年に「東西線」として運営を開始した路線で、神戸市中心部において阪神本線と山陽電気鉄道本線を接続する地下線である。新開地駅 - 高速神戸駅間 (0.6km) は阪急も神戸高速線として同じ線路で旅客運送を行っており、第二種鉄道事業における重複区間となっている。阪神・淡路大震災被災を挟んで工事の進められていた西代駅 - 高速長田駅間の一部も地下線に切り替えられた。神戸高速鉄道により運行開始した時点の上下方向を踏襲しているため、正式な起点は西代駅であるが、列車運行上は阪神本線に合わせて元町駅から西代駅へ向かう列車が下り、逆方向が上りとなっている。
1987年までの地方鉄道法時代は神戸高速鉄道が阪神・山陽から車両を借用して自社路線として運営していた。同年の鉄道事業法施行後は神戸高速鉄道が第一種鉄道事業者として認可されなかったことを受け、1988年から阪神・山陽が当路線の第二種鉄道事業者となった上で（阪急も西代駅 - 三宮駅間の第二種鉄道事業認可を取得）、改札・運賃収受・保線などの業務を当路線の線路等を保有する第三種鉄道事業者となった神戸高速鉄道に委託。運賃制度が据え置かれた上で、委託契約により神戸高速鉄道が神戸高速線の運賃相当額を得る形となったため、実質的な運行形態は地方鉄道法時代と変わらなかった（「神戸高速鉄道#鉄道事業法の施行に伴う運営形態の変更」参照）。
その後、第二種各社の運行形態の変更や阪急・阪神経営統合、出資比率の変更に伴い、阪急・山陽の西代駅 - 新開地駅間と山陽の新開地駅 - 三宮駅間の第二種鉄道事業は2010年10月1日に廃止され、阪急の第二種鉄道事業が残る新開地駅 - 高速神戸駅間を除いて第二種鉄道事業は阪神の単独に変わり（事業区間重複の大幅解消）、山陽は単に乗り入れてくる形（他社線からの直通運転）となった。同日に、西代駅 - 元町駅間の列車運行管理業務・駅運営管理が阪神に移管され、駅名標も阪神のデザインと同一のものになった。それにあわせて、神戸高速線各駅の駅務などの従業員のほとんどは、阪神が神戸高速線の業務を新たに委託した阪急レールウェイサービスに転籍して業務にあたることになった（制服は阪神社員仕様のものを採用）。営業に際して表記する路線名称についても、第三種鉄道事業者の定める「神戸高速鉄道 東西線」に代わり、第二種鉄道事業者の定める「（阪神）神戸高速線」とされている。駅の案内標識や時刻表（2012年3月20日のダイヤ改正から）に関しては阪神のフォーマットになった。
これらの結果、営業形態の大半において全国で多数例のある第二種・第三種の鉄道事業形態に倣うものとなった。ただし、運賃については従前の取り扱いが引き継がれ、阪急神戸高速線及び神戸電鉄神戸高速線を合わせて「神戸高速線」区間として独立した運賃体系が設定されており、阪神本線の各駅とは同じ阪神の路線ながら神戸三宮駅までの運賃を合算する計算方法となっている一方、当路線から神戸電鉄線湊川駅や阪急線の花隈駅、神戸三宮駅までは合算ではなく通し運賃となる。企画乗車券に関してもこの設定が基本となっている。
高速長田駅 - 西元町駅間の各駅の場内アナウンスや発車ベルについては、2016年3月18日まで神戸高速鉄道独自仕様の放送が用いられていたが、2016年3月19日のダイヤ改正以降、阪神仕様のものに変更されている。なお、発車メロディについてはベルが使われている。

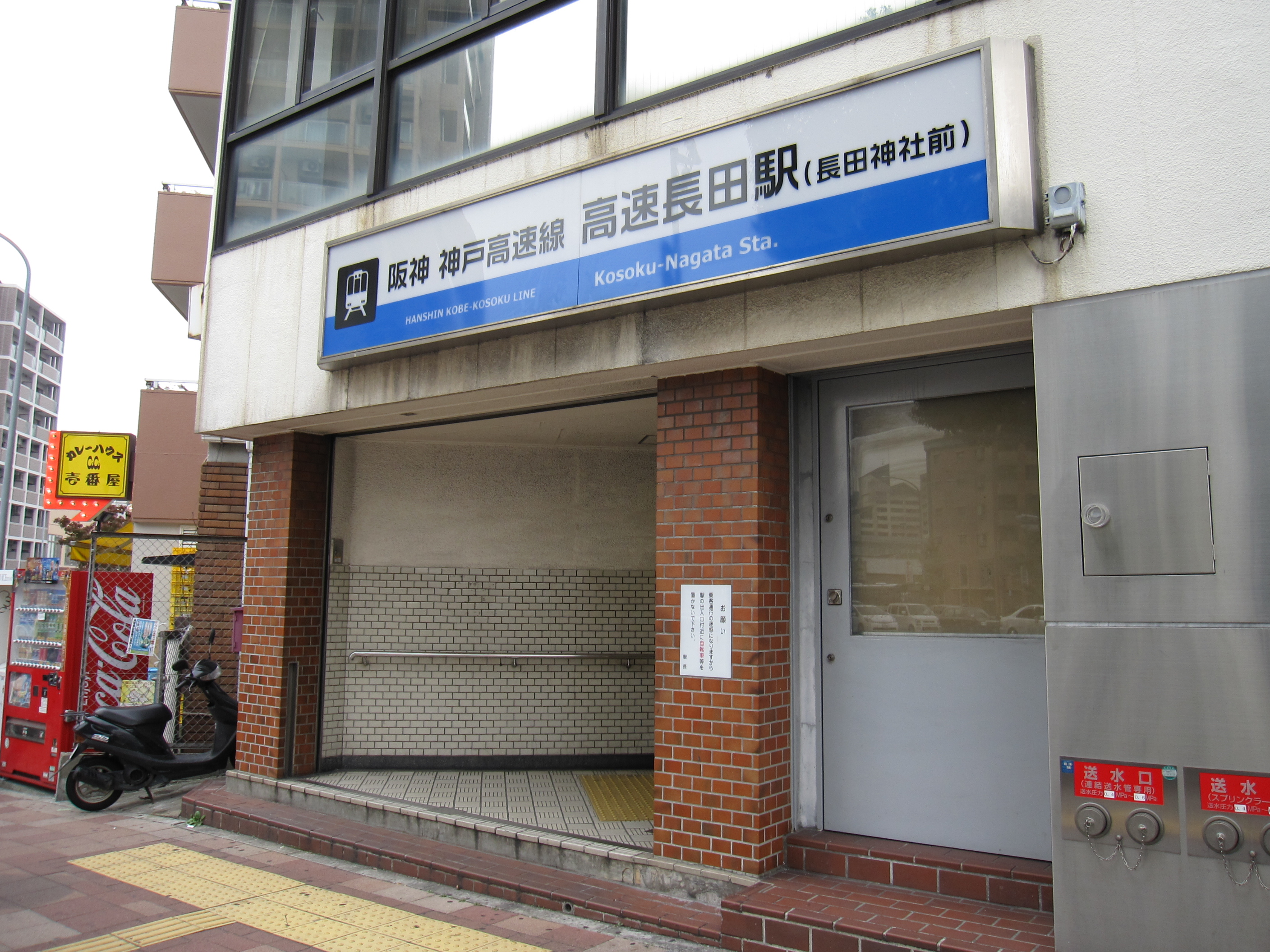
「阪神」の語が入っている第二種重複解消以降の駅名標識（高速長田駅）
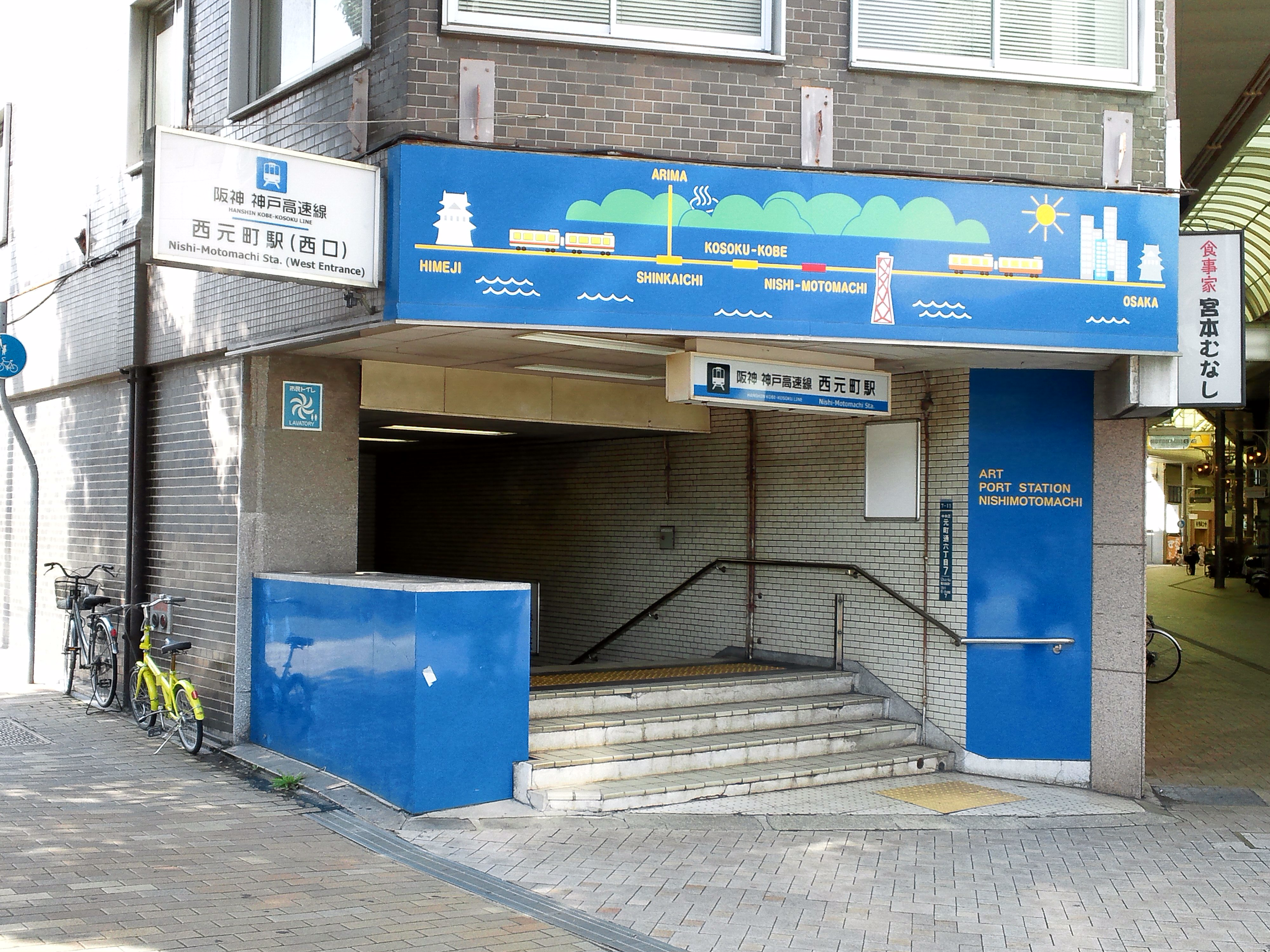
「阪神」の語が入っている第二種重複解消以降の駅名標識（西元町駅）
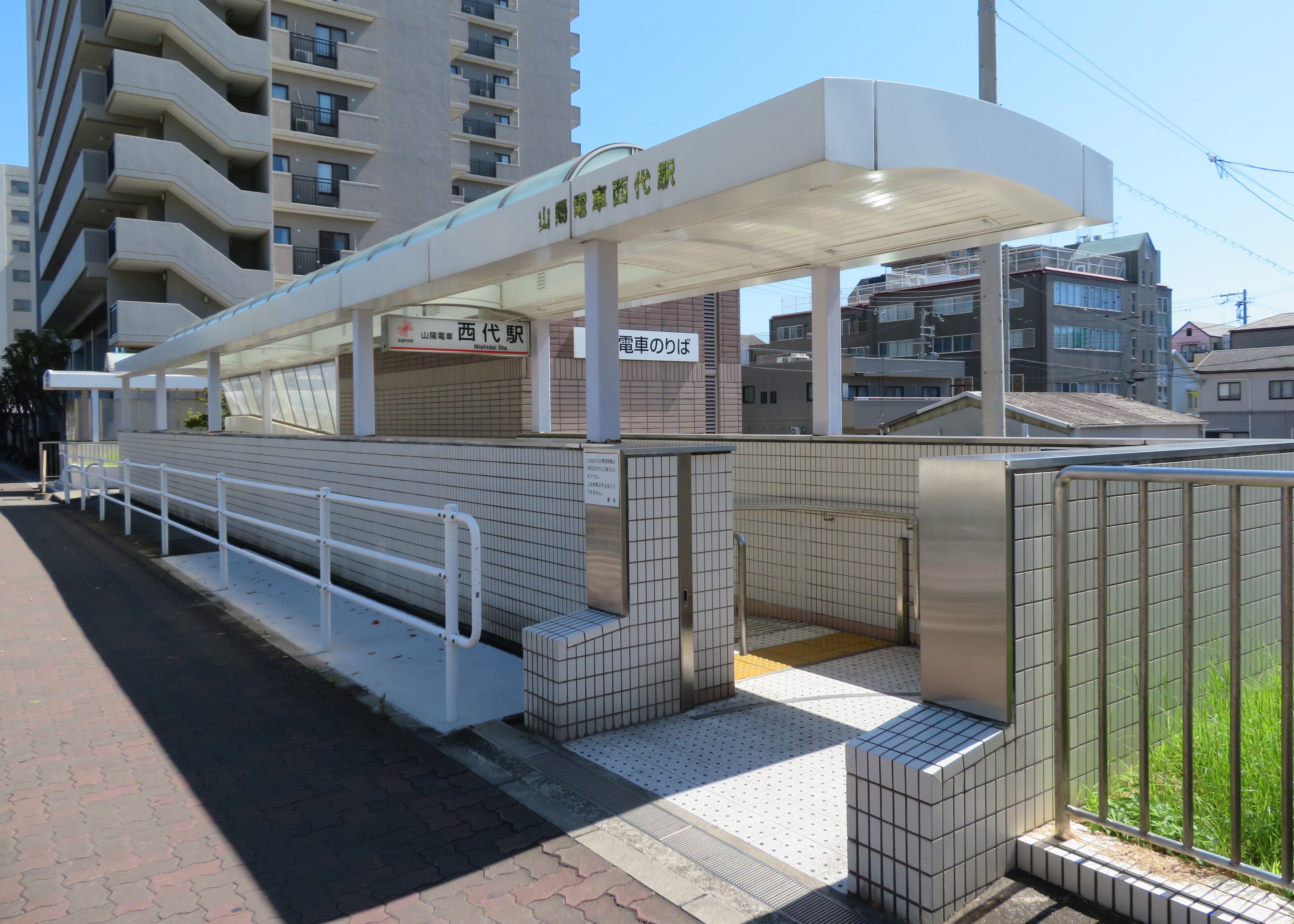
山陽電鉄との境界駅である西代駅 山陽電鉄が管理しているため看板類には「阪神」の語が入っていない

### 路線データ
- 管轄・路線距離（営業キロ）：
  - 阪神電気鉄道（第二種鉄道事業者）：
    - 西代駅 - 元町駅間 (5.0km)

  - 神戸高速鉄道（第三種鉄道事業者）：
    - 西代駅 - 元町駅間 (5.0km)
- 軌間：1435mm
- 駅数：7駅（起終点駅含む）
- 複線区間：全線
- 電化区間：全線電化（直流1500V）
- 最高速度：65km/h

## 運行形態
神戸高速鉄道は第三種鉄道事業者となる以前から車籍を持った自社の車両を保有しておらず、列車はすべて阪神・山陽の各社所属の旅客用車両で運転されている。
阪急を含む各社のダイヤパターンにあわせるため、ダイヤの作成には非常に苦労するという。この影響で新開地駅や高速神戸駅で時間調整を行う列車もある。かつては日中で阪急神戸線が10分サイクル、阪神本線が12分サイクル、山陽電気鉄道本線が15分サイクルの各ダイヤを採用していた上に、阪急車も新開地以西への乗り入れがあった（1998年まで高速神戸駅 - 須磨浦公園駅間は各駅停車だけで1時間あたり10本あった）ため、非常に複雑なダイヤであった。現在は日中で阪急と阪神が10分サイクル、山陽が15分サイクルである。なお、ダイヤ乱れが起きた場合、それぞれ阪急神戸三宮駅などで連絡をとることがある。

### 列車種別
各種別の概況を以下に記す。

#### 直通特急
阪神・山陽の車両で元町駅 - 西代駅間を経由して大阪梅田駅 (阪神) - 山陽姫路駅間に運転されている。直通特急には神戸高速線において西元町駅・大開駅・西代駅を通過する列車とこれら3駅を含む各駅に停車する列車がある。阪神車6両編成または山陽車6両編成で運転されている。

#### 特急（阪神特急）
平日朝ラッシュ時以外の時間帯で運転されている。神戸高速線内は各駅に停車する。基本的には（阪神）大阪梅田駅 - 須磨浦公園駅間で運転されているが、一部列車は（阪神）大阪梅田駅 - 東須磨駅で運転されている。また一部列車は当線内折り返しとして、（阪神）大阪梅田駅 - 高速神戸駅・新開地駅間で運転されている。なお、深夜に山陽の車両で運転されている（阪神）大阪梅田発山陽須磨行きの列車は高速神戸駅で普通に変更して運転されている。阪神車6両編成または山陽車6両編成で運転されている。

#### S特急
東行は朝に、西行は深夜に運転される。神戸高速線内は西元町駅のみ通過する。下りは（阪神）神戸三宮（土休日1本は高速神戸）発山陽姫路行きが、上りは高砂発（阪神）神戸三宮行きとして運転されている。山陽車4両編成で運転されている。

#### 普通（阪神普通）
終日、（阪神）大阪梅田駅 - 高速神戸駅間で運転されているが、尼崎駅・石屋川駅・新開地駅発着列車も設定されている。阪神車4両編成（ジェットカー）で運転されている。
これとは別に、土休日を中心に（阪神）神戸三宮駅 - 高速神戸駅・新開地駅・東須磨駅・須磨浦公園駅間で区間運転される列車があり、こちらは阪神車6両編成または山陽車6両編成で運転されている。

#### 普通（山陽普通）

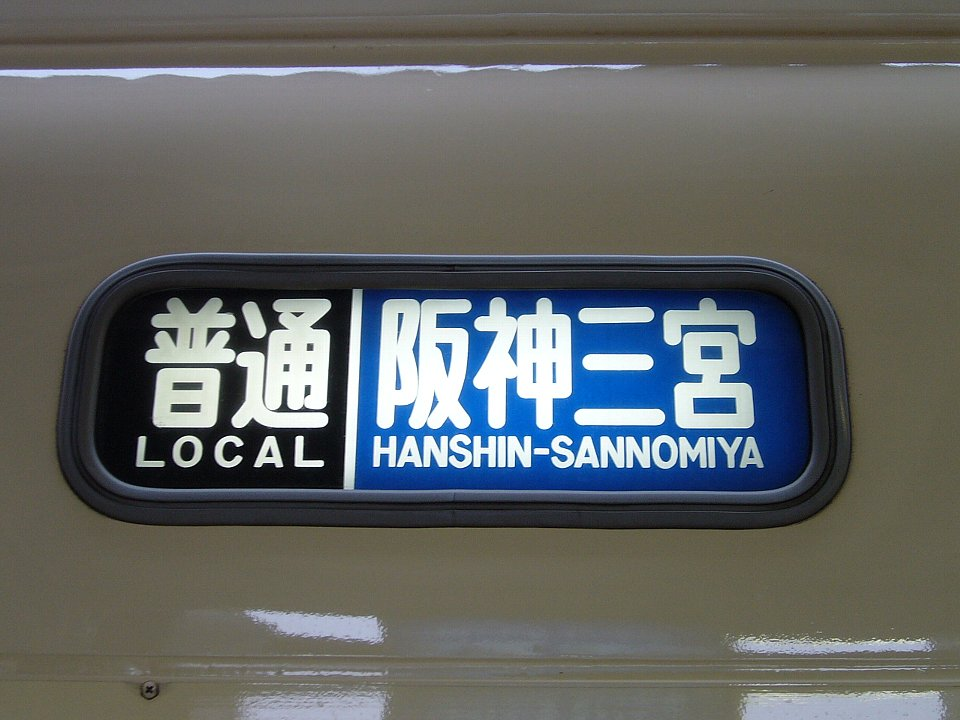
山陽からの阪神本線直通普通の方向幕

ほぼ終日、（阪急）神戸三宮駅 - 山陽姫路駅間で運転されており、朝・夕や土休日日中には（阪神）神戸三宮駅 - 山陽姫路駅にも運転されている。なお（阪神）神戸三宮発着の列車は一部列車を除いて大石駅まで回送されて折り返している。1998年までは六甲駅まで、2001年までは大石駅まで営業列車として直通運転を行っていた。また神戸高速線内折り返しとして、高速神戸駅・新開地駅発着列車が設定されており、夜間は東行は新開地行き、西行は高速神戸発を基本として運転されている。また東須磨駅・山陽須磨駅・山陽明石駅・霞ヶ丘駅・東二見駅・飾磨駅発着の列車が設定されている。山陽車4両編成または3両編成で運転されている。

### 運行本数
日中の各区間の1時間あたりの運行本数は下表のとおりである。
| 種別＼駅名 | 種別＼駅名 | 直通先     | 西代               | …                  | 新開地             | 新開地             | 高速神戸           | 高速神戸           | …                  | 元町               | 直通先           | 本数 |
| ---------- | ---------- | ---------- | ------------------ | ------------------ | ------------------ | ------------------ | ------------------ | ------------------ | ------------------ | ------------------ | ---------------- | ---- |
| 運行範囲   | 直通特急   | 山陽姫路   | （線内も通過運転） | （線内も通過運転） | （線内も通過運転） | （線内も通過運転） | （線内も通過運転） | （線内も通過運転） | （線内も通過運転） | （線内も通過運転） | （阪神）大阪梅田 | 2本  |
| 運行範囲   | 直通特急   | 山陽姫路   | （線内は各駅停車） | （線内は各駅停車） | （線内は各駅停車） | （線内は各駅停車） | （線内は各駅停車） | （線内は各駅停車） | （線内は各駅停車） | （線内は各駅停車） | （阪神）大阪梅田 | 2本  |
| 運行範囲   | 阪神特急   | 須磨浦公園 |                    |                    |                    |                    |                    |                    |                    |                    | （阪神）大阪梅田 | 2本  |
| 運行範囲   | 阪神普通   |            |                    |                    |                    |                    |                    |                    |                    |                    | （阪神）大阪梅田 | 6本  |
| 運行範囲   | 阪急特急   |            |                    |                    |                    |                    |                    |                    |                    |                    | （阪急）大阪梅田 | 6本  |
| 運行範囲   | 山陽普通   | 山陽姫路   |                    |                    |                    |                    |                    |                    |                    |                    | （阪急）神戸三宮 | 2本  |

## 乗務員
新開地駅以東のみを運行区間とする阪神列車（阪神特急・快速急行・阪神普通）
全区間で阪神の乗務員が担当する。
旅客扱いが（阪神）神戸三宮駅以西のみとなる山陽列車（S特急・山陽普通）
（阪神）神戸三宮駅 - 大石駅間の回送を含む全区間で山陽の乗務員が担当する。
上記以外
高速神戸駅で乗務員の交代を行い、以東を阪神、以西を山陽の乗務員が担当する。
神戸高速鉄道は、開業以来車両・乗務員を持たず、乗り入れ各社から車両と乗務員を借りるという考え方で、これを乗り入れ各社間でも踏襲し、山陽に乗り入れる阪神車や阪神に乗り入れる山陽車にはそれぞれ車両の所属社の乗務員がそのまま乗務していた。1998年2月に運行を開始した阪神・山陽の直通特急についてはこの方法を採らず、高速神戸駅を乗務交代駅とし、以東を阪神、以西を山陽の乗務員が担当することとなった。さらに、2009年3月の阪神なんば線開通に伴うダイヤ改正以降は、須磨浦公園（または東須磨）発着の阪神特急についても高速神戸駅での乗務員交代を行う体制に移行した。

## 歴史
- 1968年（昭和43年）4月7日：神戸高速鉄道東西線として西代駅 - 元町駅間が開業。阪神・神戸高速・山陽の3社直通運転開始。
  - 毎日新聞によれば開業当日は桜の見頃の日曜日であったため多くの乗客が押し寄せダイヤが大混乱したという。
- 1988年（昭和63年）4月1日：阪神と山陽が鉄道事業法に基づく西代駅 - 元町駅間の第二種鉄道事業免許を取得、両者の「神戸高速線」となる。ただし営業形態は従前の形を維持（前述）。
- 1995年（平成7年）1月17日：兵庫県南部地震（阪神・淡路大震災）により全線不通[3]。
  - 2月1日：高速神戸駅 - 元町駅間の運転再開[3]。
  - 2月6日：新開地駅 - 高速神戸駅間の運転再開[3]。
  - 6月18日：西代駅 - 高速長田駅間の地下線完成とともに同区間の運転再開[3]。
  - 8月13日：高速長田駅 - 新開地駅間の運転を再開し全通[3]。ただし大開駅は通過[3]。
- 1996年（平成8年）1月17日：大開駅の営業再開により全駅復旧[3]。
- 1998年（平成10年）2月15日：（阪神）梅田駅 - 山陽姫路駅間に直通特急を運転開始[4]。
- 2010年（平成22年）10月1日：山陽が神戸高速線の第二種鉄道事業廃止。同時に運営体制を変更し、神戸高速鉄道が担ってきた列車運行や駅舎、付随する施設の管理業務を第二種鉄道事業許可の区分に従って各社に移管。
- 2012年（平成24年）3月20日：ダイヤ改正より、土休日の朝に新開地駅始発の快速急行近鉄奈良行きが3本設定され運行開始[5]。
- 2014年（平成26年）4月：西代駅 - 元町駅の各駅に駅ナンバリング導入[6][7]。
- 2016年（平成28年）3月19日：ダイヤ改正より、種別案内が各社局のものに統一[注釈 3]。あわせて、高速長田駅 - 西元町駅間の各駅の自動案内放送は阪神仕様に変更。
- 2022年（令和4年）12月17日：ダイヤ改正により、土休日朝の新開地駅始発の快速急行を廃止。

## 駅一覧
- 全駅兵庫県神戸市内に所在。
- 停車駅は線内に通過駅を持つ種別のみ記載する。
- 神戸高速線以外における直通特急の停車駅は「直通特急 (阪神・山陽)」も参照のこと。
- 阪神電気鉄道の特急（阪神特急）は神戸高速線内および山陽電鉄本線内は各駅に停車。阪神本線内の停車駅は「阪神本線」を参照のこと。
- 阪急電鉄の列車については「阪急神戸高速線」を参照のこと。
- 駅番号は2014年4月より導入[6]。阪神本線からの続き番号となっている。西代駅は山陽のSY 01と阪神のHS 39の両方のナンバーが付くこととなった[7]。
- 駅番号順に記載。正式な起点は西代駅。

凡例
●：停車、▲：一部の列車が停車、｜：通過
普通列車、阪神特急は省略：神戸高速線内各駅に停車
| 駅番号       | 駅名         | 駅間キロ     | 営業キロ     | 営業キロ     | Ｓ特急                                                                                              | 直通特急                                                                                            | 接続路線 | 所在地                                                                                              |
| 駅番号       | 駅名         | 駅間キロ     | 元町から     | 大阪梅田から | Ｓ特急                                                                                              | 直通特急                                                                                            | 接続路線 | 所在地                                                                                              |
| ------------ | ------------ | ------------ | ------------ | ------------ | --------------------------------------------------------------------------------------------------- | --------------------------------------------------------------------------------------------------- | --- | --------------------------------------------------------------------------------------------------- |
| 直通運転区間 | 直通運転区間 | 直通運転区間 | 直通運転区間 | 直通運転区間 | 元町駅から ○阪神普通・阪神特急・直通特急…阪神大阪梅田駅まで ○山陽普通・S特急…阪神神戸三宮駅まで     | 元町駅から ○阪神普通・阪神特急・直通特急…阪神大阪梅田駅まで ○山陽普通・S特急…阪神神戸三宮駅まで     | 元町駅から ○阪神普通・阪神特急・直通特急…阪神大阪梅田駅まで ○山陽普通・S特急…阪神神戸三宮駅まで                                                               | 元町駅から ○阪神普通・阪神特急・直通特急…阪神大阪梅田駅まで ○山陽普通・S特急…阪神神戸三宮駅まで     |
| HS 33        | 元町駅       | -            | 0.0          | 32.1         | ●                                                                                                   | ●                                                                                                   | 阪神電気鉄道： 本線（直通運転） 西日本旅客鉄道： 東海道本線（JR神戸線）(JR-A62) 神戸市営地下鉄： 海岸線（旧居留地・大丸前駅:K02）                             | 中央区                                                                                              |
| HS 34        | 西元町駅     | 0.8          | 0.8          | 32.9         | ｜                                                                                                  | ▲                                                                                                   | | 中央区                                                                                              |
| HS 35        | 高速神戸駅   | 0.7          | 1.5          | 33.6         | ●                                                                                                   | ●                                                                                                   | 阪急電鉄： 神戸高速線（阪急神戸三宮方面） 西日本旅客鉄道： 東海道本線・ 山陽本線（JR神戸線）（神戸駅:JR-A63） 神戸市営地下鉄： 海岸線（ハーバーランド駅:K04） | 中央区                                                                                              |
| HS 36        | 新開地駅     | 0.6          | 2.1          | 34.2         | ●                                                                                                   | ●                                                                                                   | 神戸電鉄： 神戸高速線 (KB01) | 兵庫区                                                                                              |
| HS 37        | 大開駅       | 1.0          | 3.1          | 35.2         | ●                                                                                                   | ▲                                                                                                   | | 兵庫区                                                                                              |
| HS 38        | 高速長田駅   | 1.0          | 4.1          | 36.2         | ●                                                                                                   | ●                                                                                                   | 神戸市営地下鉄： 西神・山手線（長田駅:S08） | 長田区                                                                                              |
| HS 39        | 西代駅       | 0.9          | 5.0          | 37.1         | ●                                                                                                   | ▲                                                                                                   | 山陽電気鉄道： 本線（直通運転）(SY 01) | 長田区                                                                                              |
| 直通運転区間 | 直通運転区間 | 直通運転区間 | 直通運転区間 | 直通運転区間 | 西代駅から ○山陽普通・S特急・直通特急…山陽姫路駅まで ○阪神特急…須磨浦公園駅まで（一部東須磨駅まで） | 西代駅から ○山陽普通・S特急・直通特急…山陽姫路駅まで ○阪神特急…須磨浦公園駅まで（一部東須磨駅まで） | 西代駅から ○山陽普通・S特急・直通特急…山陽姫路駅まで ○阪神特急…須磨浦公園駅まで（一部東須磨駅まで）                                                           | 西代駅から ○山陽普通・S特急・直通特急…山陽姫路駅まで ○阪神特急…須磨浦公園駅まで（一部東須磨駅まで） |